# José Secall Parada
José Arístides Manuel Secall Parada (Santiago, 18 de junio de 1949-5 de julio de 2021) también conocido en el medio artístico como Pepe Secall, fue un actor y director de teatro chileno. Hasta poco antes de fallecer, se mantuvo activo en cine, televisión, y teatro.
Fue militante del Partido Comunista de Chile y yerno del político comunista Luis Corvalán. Debido a aquello fue exiliado político durante la dictadura militar en la Unión Soviética, lugar donde tuvo a su hija en 1979, la también actriz, Adela Secall.

## Carrera profesional
Secall se dio a conocer profesionalmente con la compañía Teatro Ictus, agrupación que abandonó en 1976 para integrarse a otro proyecto teatral: La Feria, junto a Jaime Vadell, compañía que, instalada en una carpa, se encargaría de estrenar una de las obras más polémicas contra la dictadura militar, Hojas de Parra.
Incursionó tardíamente en el género telenovelesco -debido a su exilio político en la Unión Soviética-, recién en la década de los noventa. Fue por muchos años parte del personal de actores de las teleseries del primer semestre de Canal 13.
Su primera aparición fue en 1984, en la telenovela Andrea, justicia de mujer, pero a razón de su exilio en la Unión Soviética, fue vetado de la televisión hasta 1990. Con el retorno de la democracia a Chile, empezó a participar en las telenovelas de Televisión Nacional; El milagro de vivir, Volver a empezar. Posteriormente, fue contratado por Canal 13 y actúa en Marrón Glacé, Champaña, El amor está de moda, Eclipse de luna, Amándote, Fuera de control, Sabor a ti, Piel canela e Ídolos. En la última, compartió roles junto a su hija en la vida real, Adela Secall. Participó además en el programa infantil Pin Pon en TVN entre 1991 y 1993 junto a Jorge Guerra caracterizando al Amigo Pepe.
En 2009, volvió a Canal 13, con Cuenta conmigo y Feroz. Sin embargo, solo mantuvo cuatro trabajos y después abandonó las pantallas de la televisión.
En 2014, retornó a la televisión, en la serie Pulseras rojas, de TVN, caracterizando a Benito.
En 2016, regresó nuevamente a la televisión chilena con Preciosas, también en Canal 13, en el que ha logrado hacer su mayor cantidad de trabajos realizados. En su vida ha realizado 20 trabajos televisivos, desde 1990. Con un total de 10 papeles secundarios, 4 papeles coprotagónicos, uno antagónico, y 4 participaciones especiales.

## Vida personal
En 1972 conoció a la estudiante de danza, Viviana Corvalán —hija del secretario general del PC, Luis Corvalán—, con quien formó una relación hasta inicios de 1980. Es padre de la actriz Adela Secall Corvalán, quien nació en 1979, mientras se encontraba en su exilio político en Moscú, tras la dictadura militar de Augusto Pinochet. Tiene una hija primogénita llamada María y otra llamada Masha, nacida en Rusia. Es sobrino del actor Roberto Parada, primo de José Manuel Parada Maluenda y tío paterno de Javiera Parada. El actor mantuvo un vínculo sentimental en su adolescencia con la actriz Sonia Viveros, con quien se reencontró tras su retorno a Chile y forjó una gran amistad.
Fue militante del Partido Comunista de Chile.

## Filmografía

### Cine
- 1969: Caliche sangriento, dirigida por Helvio Soto.
- 1989: Contigo a la distancia, dirigido por José Caviedes.
- 1994: Amnesia, dirigido por Gonzalo Justiniano.
- 2004: El aspado, dirigido por Patricio Bustamante.
- 2014: Neruda, dirigido por Manuel Basoalto
- 2018: Nadar de noche, dirigido por Paulo Brunetti.

### Telenovelas
| Teleseries | Teleseries                | Teleseries              | Teleseries  |
| Año        | Teleserie                 | Rol                     | Canal       |
| ---------- | ------------------------- | ----------------------- | ----------- |
| 1984       | Andrea, justicia de mujer | Policía                 | Canal 13    |
| 1990       | ¿Te conté?                | Doctor de Leo           | Canal 13    |
| 1990       | El Milagro de Vivir       | Claudio Morán Rigaux    | TVN         |
| 1991       | Volver a empezar          | Clemente Castellón      | TVN         |
| 1993       | Marrón Glacé              | Óscar Ponce             | Canal 13    |
| 1994       | Champaña                  | Gastón González         | Canal 13    |
| 1995       | El amor está de moda      | Agustín Andrade         | Canal 13    |
| 1996       | Marrón Glacé, el regreso  | Óscar Pastene           | Canal 13    |
| 1997       | Eclipse de Luna           | Camilo Mansilla         | Canal 13    |
| 1998       | Amándote                  | Carlos Fuentes          | Canal 13    |
| 1999       | Fuera de Control          | Ted Castro              | Canal 13    |
| 2000       | Sabor a ti                | Padre Cayetano Cubillos | Canal 13    |
| 2001       | Piel Canela               | Aníbal Callejas         | Canal 13    |
| 2004-2005  | Idolos                    | Antonio Figueroa        | TVN         |
| 2009       | Cuenta conmigo            | Juan San Martín         | Canal 13    |
| 2010       | Feroz                     | Hugo Navarro            | Canal 13    |
| 2010       | Primera Dama              | Heriberto Simonne       | Canal 13    |
| 2011       | Peleles                   | Ricardo Barahona        | Canal 13    |
| 2016-2017  | Preciosas                 | Patricio Rojas          | Canal 13    |
| 2019-2020  | Gemelas                   | José "Pepucho" Rivera   | Chilevisión |

### Series
| Series | Series                                       | Series          | Series         |
| Año    | Serie                                        | Rol             | Canal          |
| ------ | -------------------------------------------- | --------------- | -------------- |
| 1990   | Corín Tellado: Mis mejores historias de amor | Daniel          | TVN            |
| 2010   | Adiós al séptimo de línea                    | Antonio Latorre | Mega           |
| 2013   | Los archivos del cardenal                    | Sergio Valech   | TVN            |
| 2014   | Pulseras rojas                               | Benito          | TVN            |
| 2015   | Los años dorados                             | Rigoberto       | UCV Televisión |

### Programas de televisión
- 1991-1993: Pin Pon - Amigo Pepe.
- 2014: Gran Avenida (TVN) - Invitado.[8]
- 2015: Mentiras verdaderas (La Red) - Invitado.
- 2020: Mierda, mierda (TVN) - Invitado.[9]

## Teatro
- 1977: Hojas de Parra, salto mortal en un acto (Teatro La Feria).
- 1988: Yo no soy Rappaport (Teatro Ictus).[10]
- 1989: La noche de los volantines (Teatro Ictus).[11]
- 2015: Allende, noche de septiembre (Teatro UC).[12]

## Radio
- Escucha Chile (Radio Moscú)

## Premios
- Nominado - Premio Altazor al Mejor actor de teatro por Devuélveme el rosario de mi madre y quédate con todo lo de Marx
- Premio Caleuche al Mejor actor de reparto en teleseries por Preciosas.